# Juan Negri
Juan Jorge Negri Celis (Santiago,  5 de enero de 1925 -  20 de octubre de 2015) fue un exfutbolista chileno que jugaba de defensa, volante zaguero izquierdo, polifuncional y definitivamente brillante.

## Trayectoria
Cursó sus estudios en el Liceo Lastarria, en 1943 ingresó a las cadetes del Club Universidad de Chile tras invitación del DT Luis Tirado, quién le propuso que estudiara en la universidad y jugara por la «U».
Integró el plantel entre 1944 y 1955 donde logró ser una de las figuras del equipo durante esa época.
Sus dotes lo llevaron a que fuese nominado a la Selección de fútbol de Chile para que jugara el sudamericano, donde el defensa «azul» mostró clase internacional tapando la boca de quienes antes del torneo lo criticaban por no tener la competencia internacional anterior para defender a la «roja». Un amor por la camiseta, una pasión y una mística que le valieron que Luis Tirado seleccionador de la época recordara a su joven pupilo y lo llevara al Campeonato Sudamericano de Guayaquil en Ecuador de 1947. A pesar de las críticas de los medios deportivos contra Tirado por haberlo llevado, terminó siendo la gran figura de la selección chilena, donde  ocuparon la cuarta posición a nivel continental y formando parte del equipo ideal del sudamericano.
Esto le valió a que fuese nuevamente llamado para el Campeonato Sudamericano realizado en Río de Janeiro de Brasil en 1949.
En el equipo de Universidad de Chile jugó 192 partidos y anotó 1 gol. Mientras que por la Selección de fútbol de Chile disputó 12 partidos oficiales.

## Selección nacional

### Participaciones en Campeonato Sudamericano
| Copa                         | Sede    | Resultado    | PJ |
| ---------------------------- | ------- | ------------ | -- |
| Campeonato Sudamericano 1947 | Ecuador | Cuarto lugar | 6  |
| Campeonato Sudamericano 1949 | Brasil  | Quinto lugar | 6  |

## Estadísticas
| Club                 | País  | Año         |
| -------------------- | ----- | ----------- |
| Universidad de Chile | Chile | 1944 - 1955 |